# Le infedeli
Le infedeli è un film drammatico del 1953 diretto da Mario Monicelli e Steno. 

## Trama
Roma. L'industriale Giovanni Azzali, invaghitosi di una giovane indossatrice, ancorché di modesta famiglia, decide di far sorvegliare sua moglie Luisa da un investigatore privato per cercare un pretesto per la separazione. Incaricato della sorveglianza è Osvaldo, un giovane di bell'aspetto ma senza scrupoli.
Mentre indaga sulla donna, Osvaldo incontra Liliana, sua ex fidanzata che ha sposato Harry Rodgers, un ricco industriale inglese, riallacciando una relazione con lei, divenendone l'amante. Approfittando del fatto che Liliana conosce Luisa Azzali, Osvaldo fa in modo di farsi presentare alla donna. Ciò avviene durante una caccia al tesoro in auto, passatempo molto amato dall'alta-borghesia romana. È proprio in questa occasione che Osvaldo comprende che Luisa ha una tresca extra-coniugale con il suo autista.
Dopo avere indagato su questa relazione fino a trovarne le prove, Osvaldo si presenta da Luisa e la ricatta, estorcendole un'ingente somma. Contestualmente, però, si mette in testa di spremere anche Liliana: prima le chiede in prestito dei soldi (che poi restituisce, grazie ai denari ottenuti da Luisa sotto suo ricatto, ma solo per fare buona impressione su di lei) e poi le ruba in casa una preziosa collana.
Il signor Rodgers, marito di Liliana, molto contrariato dal furto, interroga Cesarina, la giovane domestica della moglie, ritenendola colpevole. Questa nega ma quando l'uomo le chiede chi altri è entrato in casa negli ultimi giorni, ella (anziché fare il nome di Osvaldo) tace per coprire i tradimenti della padrona e la ragazza viene dunque allontanata da casa Rodgers.
Il racconto si sposta, a questo punto, sulle vicende di un'altra delle donne del gruppo, la giovane e bella Lulla. Si trovava fuori città con l'amante quando questi viene travolto da un autocarro e muore.
Costretta a trovare lavoro presso un'altra casa, Cesarina viene però coinvolta, suo malgrado, in un altro furto. Era addetta al guardaroba durante una festa e da una borsa, data in custodia a lei, sono spariti dei dollari. La ragazza, accusata dalla sua nuova padrona, Carla Bellari, viene portata in commissariato e messa sotto pressione dalla polizia. Saputo del lavoro precedente, il commissario chiama casa Rodgers: il marito di Liliana dice alla polizia che la ragazza era stata allontanata proprio perché sospettata di furto. Disperata per l'ingiusta doppia accusa nei suoi confronti, Cesarina si uccide.
Liliana, profondamente addolorata per la morte della fidata domestica, vaga senza meta per Roma. Incontra Lulla, anch'essa stravolta dal dolore e dal rimorso, perché a rubare i dollari dalla borsetta alla festa era stata lei, e li aveva rubati, così confessa all'amica, perché anch'ella ricattata da Osvaldo per la sua relazione extra-coniugale. Liliana, per vendicare il buon nome di Cesarina e farla pagare una volta per tutte ad Osvaldo per le sue varie malefatte, va a denunciare l'uomo.
Il commissario - per far luce sul caso - raduna dunque tutti i protagonisti della vicenda: mariti e mogli, traditi ed amanti, ricattati e ricattatori. Ma, com'era prevedibile, nessuno fa cadere il velo della rispettabilità e confessa. Lulla smentisce di aver parlato con Liliana; il commendatore Azzali, nega l'indagine sulla moglie, così come la sua relazione con l'indossatrice ed Osvaldo ovviamente respinge tutte le accuse a suo carico.
Liliana cerca almeno di far incriminare Osvaldo per il furto della collana, a costo di far sapere della sua relazione con l'uomo, confessando lei stessa il tutto al marito, ma quest'ultimo, a sorpresa, per non far scoppiare uno scandalo e salvare le apparenze, insabbia tutto, negando che da casa sua sia sparito alcunché. Il commissario crede a Liliana, ma, non avendo alcuna prova concreta, è costretto ad archiviare anche questa accusa e così Osvaldo la passa liscia.
Ma all'uscita, Liliana, esasperata, lo aspetta e lo fredda con tre colpi di pistola. Poi, la donna si consegna al commissario.

## Produzione
La pellicola rientra nel filone dei melodrammi sentimentali, comunemente detto strappalacrime, molto in voga tra il pubblico italiano negli anni del secondo dopoguerra (1945-1955), in seguito ribattezzato dalla critica con il termine neorealismo d'appendice.

## Distribuzione
Il film venne distribuito nel circuito cinematografico italiano il 4 febbraio del 1953.